# Ture Hedman
Ture Eskil Hedman (18. december 1895 – 3. august 1950) var en svensk gymnast som deltog i OL 1920 i Antwerpen.
Hedman blev olympisk mester i gymnastik under OL 1920 i Antwerpen. Han var med på det svenske hold som vandt holdkonkurrencen for hold i svensk system.